# Beth Kelly
Beth Kelly é uma ativista política e teórica feminista residente nos Estados Unidos. É professora de estudos sobre a mulher e de gênero e atualmente é diretora do departamento de Estudos Irlandeses da Universidade DePaul. De 1997 a 2003 foi diretora do departamento de Estudos sobre a Mulher e de Gênero, sendo também fundadora do programa de estudos LGBT na mesma universidade. Desde março de 2010 é presidenta do Conselho Consultivo sobre assuntos LGBT da cidade de Chicago, um dos oito conselhos consultivos da Comissão de Direitos Humanos da cidade, que serve de ligação entre a comunidade gay e o governo da cidade. Doutorouse-se na Universidade Rutgers.
Em 1979 publicou na revista Gay Community News um artigo titulado  "On 'Woman/Girl Love'—Or, Lesbians Do 'Do It'", onde defendia com veemência a organização ativista pedófila North American Man/Boy Love Association (NAMBLA) e atacava outras feministas que se opunham à organização. Neste artigo, Kelly relata uma relação sexual que ela teve com uma tia-avó sua, mais de 50 anos mais velha do que ela, que começou quando ela tinha oito anos, descrevendo o seu papel na relação como “de menina e mulher” ao mesmo tempo.
Em 2005 foram publicadas as memôrias coletivas Telling Our Lives: Conversations on Solidarity and Difference, de Beth Kelly com Frida Kerner Furman e Linda Williamson Nelson.